# 아마노이와토

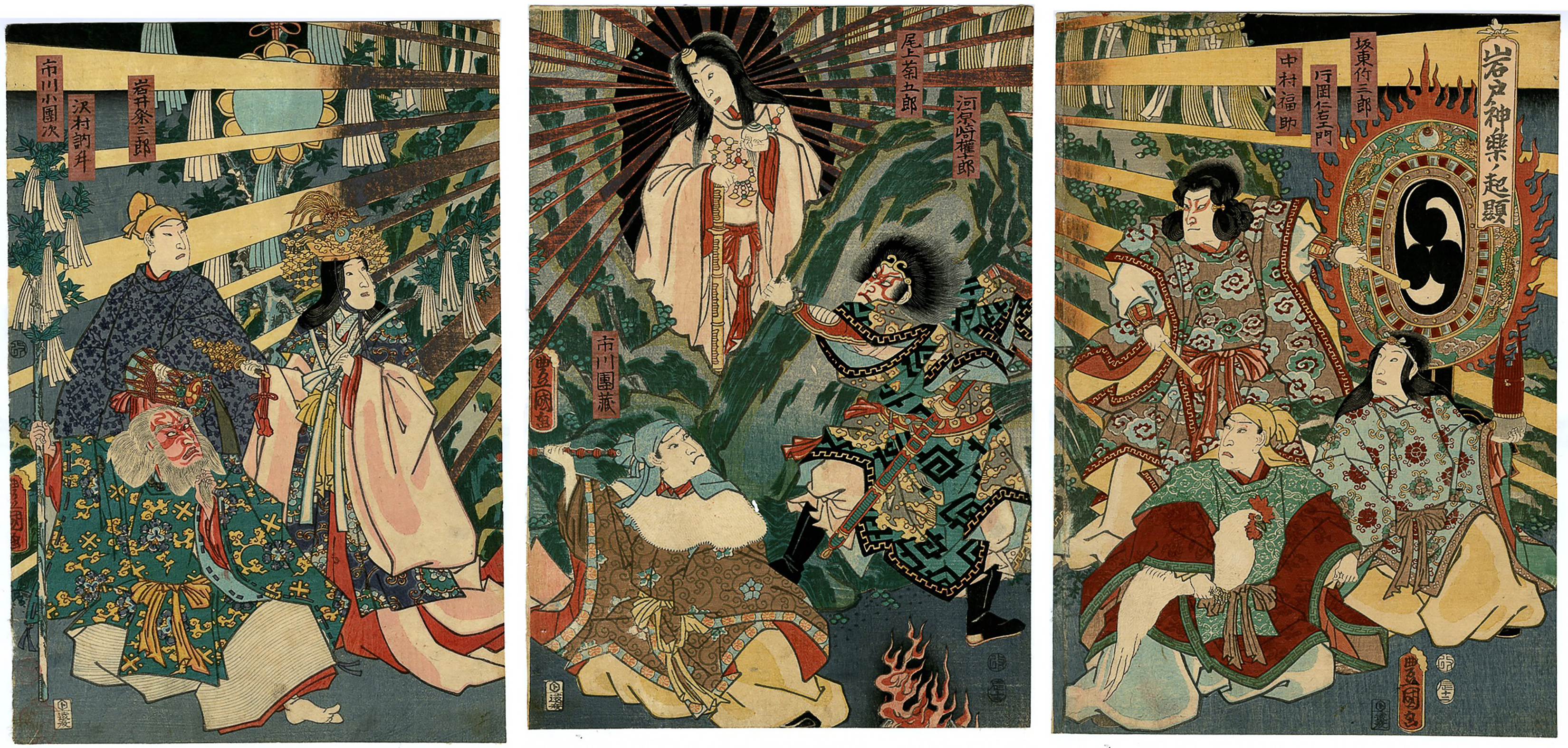
아마테라스는 천상의 바위 동굴에서 나와 햇빛을 다시 세상으로 가져온다.(구니사다 작품)

아마노이와토(일본어: 天の岩戸)는 일본 신화에 나오는 동굴이다. 고사기와 일본서기에 따르면, 폭풍의 신 스사노오가 나쁜 행동을 일삼자 그의 누나 아마테라스 여신이 아마노이와토 동굴로 숨어버렸다고 하며, 그 후 세상이 어둠으로 물들었다.
아마테라스를 동굴 밖으로 내보내기 위해 여러 신들이 오모이카네의 지혜로 밖에서 잔치를 열었다. 아메노우즈메 여신이 음란한 춤을 추며 웃음을 자아내자 아마테라스 여신은 즐거움의 근원이 궁금해져 동굴 입구를 들여다봤다. 그녀는 다른 신들이 동굴 앞에 걸어둔 야타노카가미 거울에 비친 자신의 모습에 매료되어 넋을 잃고 서 있었다. 그러자 아메노타지카라오는 동굴을 강제로 열었고 세상은 다시 한 번 빛으로 물들었다. 아마테라스가 동굴에서 나오자 다시는 숨을 수 없도록 동굴 입구에 성스러운 금줄이 쳐졌다.

## 히가시혼구
히가시혼구(동관)라 불리는 본당과 니시혼구(서관)라 불리는 예배당이 이와토강 협곡을 사이에 두고 마주보고 있다. 아마노이와토 동굴은 축제에서 숭배의 대상이며, 니시혼구에서 이와토강 반대편에 있는 암석 동굴이다. 정화를 위한 신토 의식에 참여한 후 니시혼구에서 동굴을 볼 수 있으며, 사진 촬영이 금지되어 있다.
그 땅은 많은 식물들과 오래된 나무들을 포함하고 있다. 또한 고대부터 일본에서 신성하게 여겨졌던 희귀한 고대 은행나무와 목련나무도 있다.

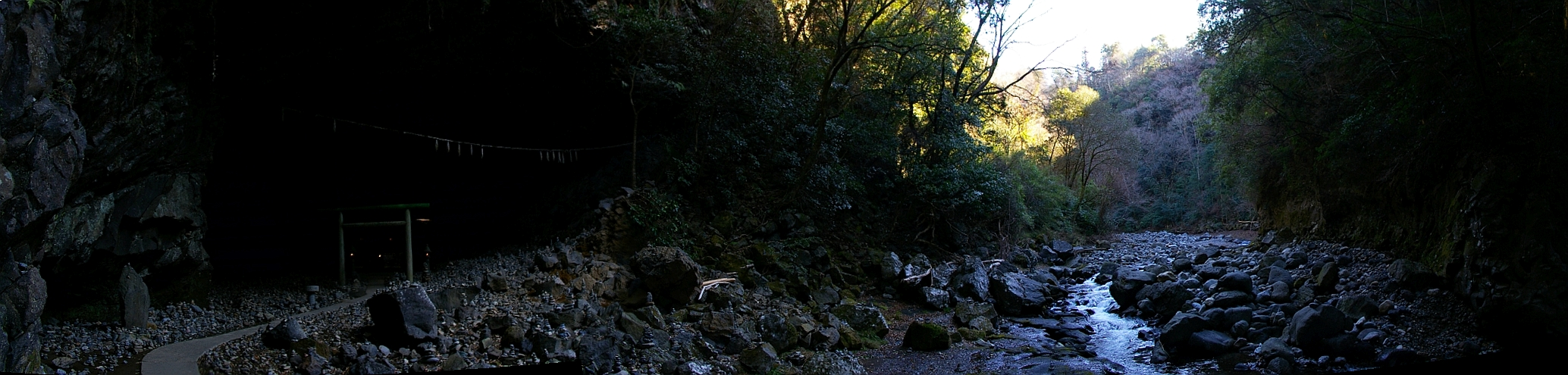
신들은 미야자키현 다카치호정 아마노이와토 신사에 있는 강가 아마노야스가와라에서 아마테라스를 동굴 밖으로 나오게 하는 방법에 대해 논의한 것으로 생각된다.